# Saussurea wielkogłowa
Saussurea wielkogłowa (Saussurea pygmaea Spreng) – gatunek rośliny z rodziny astrowatych (Asteraceae). 

## Zasięg występowania
Występuje tylko w Alpach i Karpatach. W Polsce występuje wyłącznie w Tatrach i podana została stąd z następujących stanowisk: Błyszcz (ok. 2070 m i 2100 m) i pod Błyszczem (ok. 1970 m), Dolina Pięciu Stawów Polskich, okolice Dziurawej Przełęczy (1860 i 1900 m), Kościelec, Opalony Wierch (2100 m), Pośredni Wołoszyn (2015 m), Smreczyński Wierch (2050 i2068 m), Świnica, Turnia nad Dziadem, Wołowiec (1900 m), Zawrat, nad Zmarzłym Stawem Gąsienicowym.

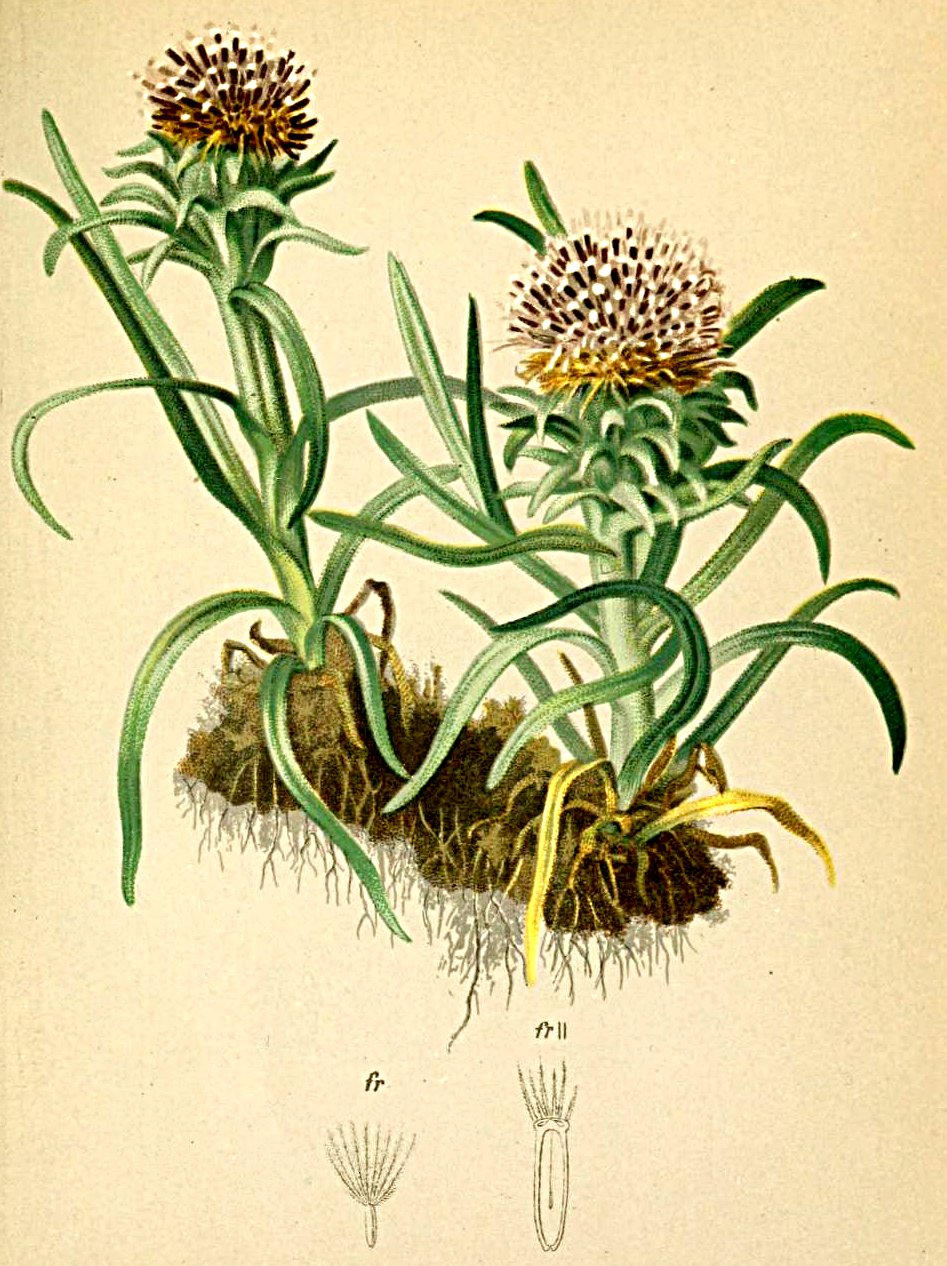
Morfologia
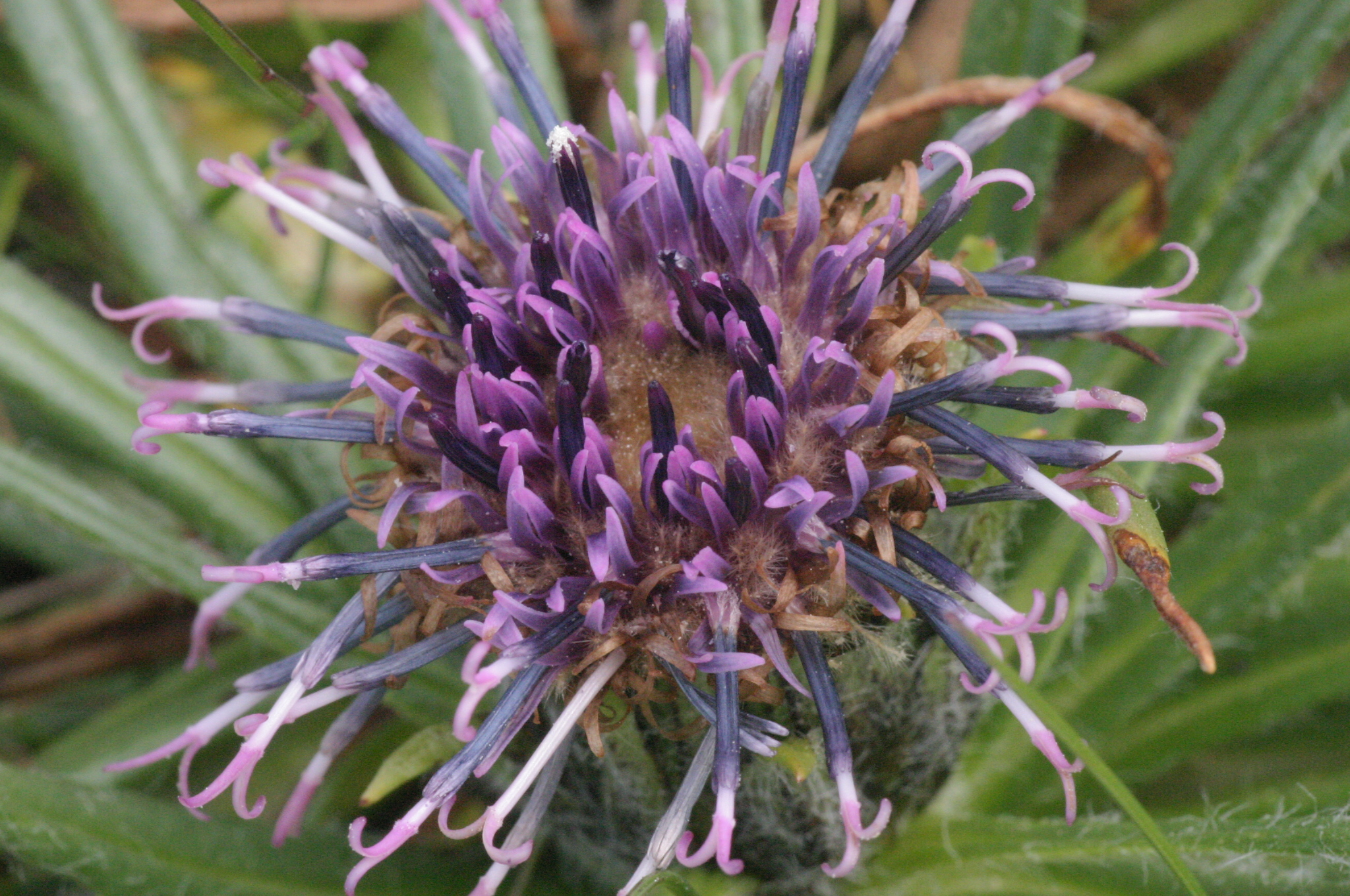
Kwiatostan
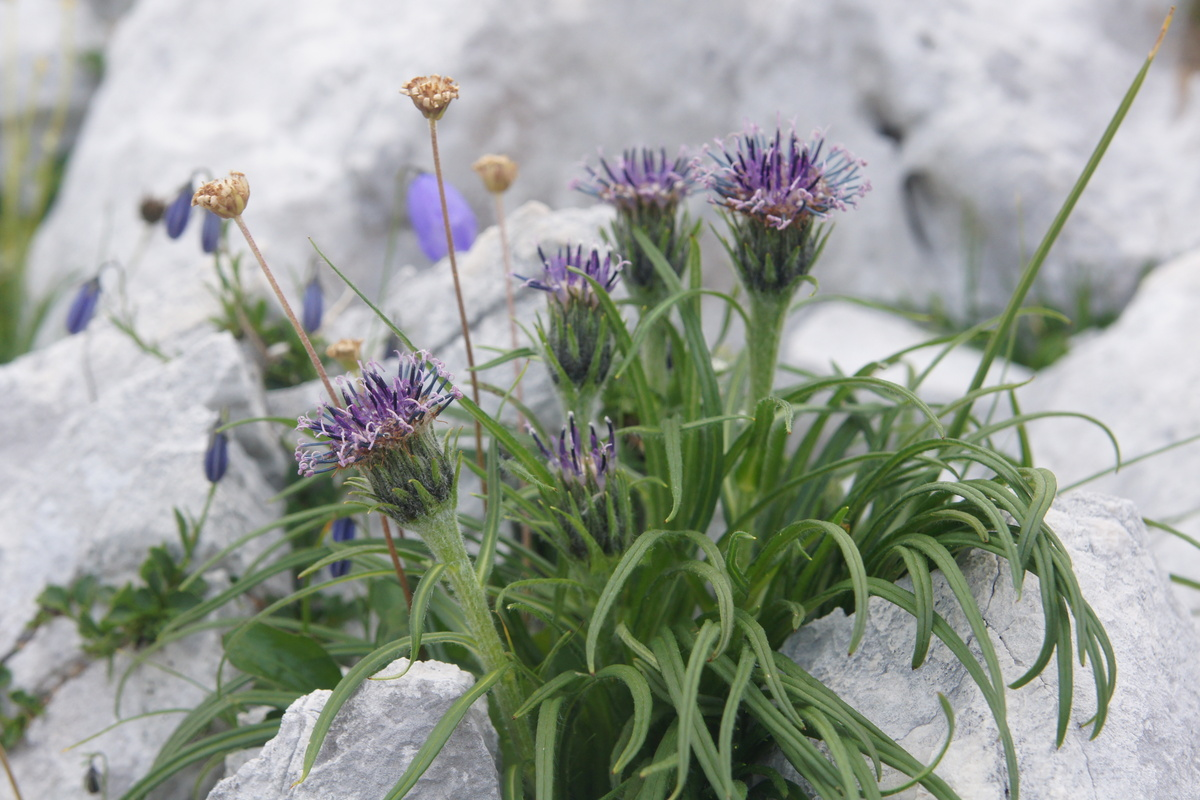
Pokrój

## Morfologia
PokrójNiska, gęstodarniowa roślina z pojedynczym zazwyczaj pędem kwiatowym i płonnymi różyczkami liściowymi.
ŁodygaPojedyncza, wzniesiona, gruba, o wysokości 5-15 cm, owłosiona długimi i odstającymi włoskami.
LiścieUlistnienie skrętoległe, liście pojedyncze, równowąskie, ostro zakończone, całobrzegie lub drobno ząbkowane, bezogonkowe i nieco owłosione.
KwiatyZebrane w jeden koszyczek o długości do 3 cm. Łuski okrywy szerokie, lancetowate i wykle fioletowo nabiegłe. Wszystkie kwiaty w koszyczku są obupłciowe rurkowate. Mają purpurowofioletowy kolor. Kielich w postaci puchu kielichowego.
OwocNiełupki o długości 5-7 mm z dwoma rzędami włosków puchu kielichowego. Włoski zewnętrzne są dwukrotnie krótsze od wewnętrznych.

## Biologia i ekologia
Bylina, hemikryptofit, orofit. Kwitnie od lipca do sierpnia. W Tatrach występuje tylko w piętrze halnym i tylko na podłożu bezwapiennym. Liczba chromosomów 2n = 52. 

## Zagrożenia
Wg Polskiej Czerwonej Księgi Roślin (2001) gatunek krytycznie  zagrożony (kategoria CR). W wydaniu z 2014 roku otrzymał kategorię EN (zagrożony). Umieszczony na polskiej czerwonej liście w tej samej kategorii.
Według klasyfikacji IUCN z 2001 jest gatunkiem  zagrożonym wymarciem (kategoria EN). W całych Tatrach występuje zaledwie około 100 okazów tej rośliny, rosnących głównie na obszarach ochrony ścisłej Tatrzańskiego Parku Narodowego. Mimo występowania na obszarze chronionym jest gatunkiem skrajnie zagrożonym z powodu małej liczby stanowisk i nielicznej populacji.